# توپ وی-۳
توپ وی-۳ (آلمانی: Vergeltungswaffe 3) سلاحی از نوع توپخانه کالیبر بزرگ در جنگ جهانی دوم بود که توسط ارتش نازی آلمان استفاده می‌شد. توپ وی-۳ بر اساس اصل چند شارژی کار می‌کرد که به موجب آن بارهای پیشران ثانویه شلیک می‌شدند تا سرعت پرتابه ای را که در تونل‌ها ساخته شده‌است افزایش دهند. این توپ برای حمله مستقیم به لندن طراحی شده بود. آلمانی‌ها قصد داشتند از این جنگ‌افزار برای بمباران لندن از دو پناهگاه بزرگ در منطقه پاس دو کاله در شمال فرانسه استفاده کنند، اما قبل از تکمیل، بمباران متفقین غیرقابل استفاده شدند. از دسامبر ۱۹۴۴ تا فوریه ۱۹۴۵ از دو اسلحه مشابه برای بمباران لوکزامبورگ استفاده شد. وی-۳ همچنین به عنوان Hochdruckpumpe ("پمپ فشار بالاً به اختصار HDP) شناخته می‌شد که یک نام رمزی بودکه هدف اصلی پروژه را پنهان می‌کرد.
جنگ جهانی دوم به عنوان درگیری با سلاح‌های بسیار منحصر به فرد شناخته می‌شود. با این حال، یکی از جاه طلبانه‌ترین پروژه‌ها توپ V-3 بود، ماشینی غول پیکر که می‌توانست پرتابه‌هایی را از آلمان از طریق دریا به انگلستان پرتاب کند. وی ۳ طوری طراحی شده بود تا بتواند در فواصل ۱۰۰ مایلی در سراسر دریا از سرزمین اصلی اروپا به سمت بریتانیا شلیک کند. این توپ هرگز کامل نشد، زیرا بمباران قبل از تکمیل آن را نابود کرد.

## توصیف
این جنگ‌افزار از چندین مرحله پیشران استفاده می‌کرد که در مسیر طول لوله واقع شده بودند تا تقویت بیشتری ایجاد کنند. این گازها توسط گازهای داغی که پرتابه را هنگام عبور از آنها به حرکت درمی‌آورد، مشتعل می‌شدند. تقویت‌کننده‌های موشک سوخت جامد به‌دلیل مناسب‌تر بودن و سهولت استفاده به‌جای بارهای انفجاری استفاده می‌شدند. اینها به صورت جفت متقارن در طول لوله چیده شده بودند، به گونه ای که در حین عبور، رانش خود را در مقابل پایه پرتابه قرار می‌دادند. این طرح باعث ایجاد اسم رمز آلمانی Tausendfüßler ("هزارپا") شد.
محفظه‌های بشکه ای و جانبی به عنوان بخش‌های یکسان طراحی شده بودند تا تولید را ساده کرده و امکان جایگزینی بخش‌های آسیب دیده را فراهم کنند. کل تفنگ از چندین بخش که به هم پیچ شده‌اند، ساخته شده‌است. اسلحه صاف یک پوسته تثبیت شده با باله را شلیک می‌کرد که برای جلوگیری از غلتیدن به نیروهای آیرودینامیکی به جای نیروهای ژیروسکوپی وابسته بود (بر خلاف سلاح‌های تفنگ معمولی که باعث چرخش پرتابه می‌شوند).